# The Good Witch (album)
The Good Witch è il secondo album in studio della cantante britannica Maisie Peters, pubblicato il 23 giugno 2023 su etichetta discografica Gingerbread Man Records.

## Tracce
Versione standard
1. The Good Witch – 2:37
2. Coming of Age – 2:40
3. Watch – 3:13
4. Body Better – 3:09
5. Want You Back – 3:24
6. The Band and I – 3:55
7. You're Just a Boy (and I'm Kinda the Man) – 3:05
8. Lost the Breakup – 3:09
9. Wendy – 3:18
10. Run – 2:49
11. Two Weeks Ago – 2:59
12. BSC – 2:41
13. Therapy – 2:57
14. There It Goes – 3:45
15. History of Man – 3:28

## Classifiche
| Classifica (2023) | Posizione massima |
| ----------------- | ----------------- |
| Irlanda           | TBA               |
| Regno Unito       | TBA               |